# Atletica leggera ai Giochi della XXV Olimpiade - Staffetta 4×100 metri maschile

Video della Finale

La staffetta 4×100 metri ha fatto parte del programma maschile di atletica leggera ai Giochi della XXV Olimpiade. La competizione si è svolta nei giorni 7-8 agosto 1992 allo Stadio del Montjuic di Barcellona.

## Presenze ed assenze dei campioni in carica
| Competizione        | Atleta           | Prestazione | Barcellona 1992 |
| ------------------- | ---------------- | ----------- | --------------- |
| Olimpiadi 1988      | Unione Sovietica | 38”19       | Presente        |
| Commonwealth 1990   | Inghilterra      | 38”67       | [ E 2 ]         |
| Goodwill Games 1990 | Stati Uniti      | 38”45       | Presenti        |
| Europei 1990        | Francia          | 37”79       | Presente        |
| Asiatici 1990       | Cina             | 38”99       | Non qual.       |
| Panamericani 1991   | Cuba             | 39”08       | Presente        |
| Africani 1991       | Nigeria          | 39”36       | Presente        |
| Mondiali 1991       | Stati Uniti      | 37”50       | Presenti        |

1. ↑  L'ex URSS si presenta con la denominazione «Squadra Unita».
2. ↑  Ai Giochi l'Inghilterra non gareggia come nazione a sé stante, ma sotto la bandiera della Gran Bretagna.

## Finale
| Pos | Paese       | Squadra                                                    | Tempo |
| --- | ----------- | ---------------------------------------------------------- | ----- |
|     | Stati Uniti | Carl Lewis Dennis Mitchell Leroy Burrell Michael Marsh     | 37"40 |
|     | Nigeria     | Oluyemi Kayode Chidi Imoh Olapade Adeniken Davidson Ezinwa | 37"98 |
|     | Cuba        | Andrés Simón Joel Lamela Joel Isasi Jorge Aguilera         | 38"00 |